# ヴィクトル・エルム
ヴィクトル・セバスティアン・エルム（Viktor Sebastian Elm, 1985年11月13日- ）は、スウェーデン・カルマル出身の同国代表の元サッカー選手。。兄のダヴィド・エルムと弟のラスムス・エルムもサッカー選手で、ラスムスの方はスウェーデン代表として活動した。

## 経歴

### クラブ
2004年にファルケンベリFFでデビュー以降は兄ダヴィドと共にプレーをし、2006年に弟ラスムスが在籍するカルマルFFへ移籍した。シーズン終了後に兄もカルマルへ合流することになり、2007年4月9日のAIKソルナ戦で、ヴィクトルが先発出場し、79分にラスムス, 86分にダヴィドが投入されたことにより、スウェーデンサッカー界史上2度目となる3兄弟が同じピッチにたった。ちなみにグンナー・ノルダールで有名なノルダール3兄弟全員が同一チームに所属した最初の例だったが、同じピッチ上にたつことはなかった。この年は、チームがトップリーグ参戦した1985年から最高となる2位に位置づけ、またスウェーデンカップでは、初優勝した1987年から3度目となるタイトル獲得するなど素晴らしい時を過ごす中、ヴィクトルを始めとするエルム3兄弟は、2007年後半戦から大きな役割を果たした。2008年は、悲願のリーグ初優勝を3兄弟で経験する中、ヴィクトルは最後のホーム試合で4得点を挙げる活躍を見せるなど得点ランク2位の15得点を記録し、優秀MFに輝く最高のシーズンを送った。UEFAカップ 2008-09予選1回戦のフェイエノールトとの第1戦では、アウェーの地で決勝点を挙げ、1-0の勝利に導いた。
2008年秋にエールディヴィジのSCヘーレンフェーンへ自由移籍することに合意し、2009年1月の移籍市場で正式に加入。KNVBカップ4回戦のフェイエノールト戦で初得点を含む2得点を挙げ、2009年2月8日のNACブレダ戦でリーグ初得点を記録した。2011-2012シーズン終了後にチームと契約延長しないことが決定。
2012年6月にAZアルクマールと4年契約を結び、カルマル時代以来となる弟のラスムスと共にプレーすることになったが、ラスムスは7月にPFC CSKAモスクワへ移籍した。8月12日のアヤックス・アムステルダム戦（2-2）で公式戦デビューをし、9月27日にKNVBカップのSCフェーンダム戦（4-1）でハットトリックを達成。9月30日のRKCヴァールヴァイク戦（3-3）で移籍後初リーグ初得点を記録。マールテン・マルテンスが負傷、ニック・フィールヘフェルが出場停止のため、2013年1月25日のVVVフェンロ戦で主将を務めた。KNVBカップで合計5得点を挙げ、チーム史上4度目となる優勝に貢献した。
2015年3月30日に兄であるダヴィド・エルムと、弟であるラスムス・エルムの所属するカルマルFFに復帰した。これにより、約6年半ぶりに3兄弟がカルマルFFに揃った。

### 代表
2008年1月19日のアメリカ戦でスウェーデン代表デビュー。2009年6月6日に2010 FIFAワールドカップ・ヨーロッパ予選のデンマーク戦（0-1）で68分にダニエル・アンデションと代わり出場し、公式戦デビューをした。

## タイトル
クラブ
 カルマルFF
- アルスヴェンスカン : 2008
- スウェーデンカップ : 2007

 SCヘーレンフェーン
- KNVBカップ : 2008-09

 AZアルクマール
- KNVBカップ : 2012-13

個人
- スウェーデン最優秀MF : 2008[7]